# Mycetophila nubila
Mycetophila nubila är en tvåvingeart som först beskrevs av Thomas Say 1829.  Mycetophila nubila ingår i släktet Mycetophila och familjen svampmyggor.
Artens utbredningsområde är Indiana. Inga underarter finns listade i Catalogue of Life.